# Morgan Hill
Morgan Hill – miasto w Stanach Zjednoczonych, w stanie Kalifornia, w hrabstwie Santa Clara.
W mieście ma swą siedzibę producent rowerów – Specialized.

## Miasta partnerskie
- Seferihisar, Turcja
- San Casciano in Val di Pesa, Włochy
- San Martín de Hidalgo, Meksyk
- Headford, Irlandia